# Capão das Gamelas
Capão das Gamelas é uma comunidade remanescente de quilombo, população tradicional brasileira, localizada no município brasileiro de Seabra, na Bahia. A comunidade de Capão das Gamelas é formada por uma população de 222 pessoas (60 famílias), distribuídas em uma área de 1.315,4872 hectares. O território foi certificado como remanescente de quilombo (reminiscências históricas de antigos quilombos) em 9 de novembro de 2005, pela Fundação Cultural Palmares.
Esta comunidade teve o Relatório Técnico de Identificação e Delimitação publicado em 2011 (etapa da regularização fundiária), mas ainda está com a situação fundiária em análise (não titulada) no INCRA. Em 16 de novembro de 2016, a área de 1 315,4872 hectares foi titulada pela Coordenação de Desenvolvimento Agrário da Bahia (CDA-BA). No dia 10 de março de 2017, a comunidade recebeu o título de regularização fundiária de seu território.

## Tombamento
O tombamento de quilombos é previsto pela Constituição Brasileira de 1988, bastando a certificação pela Fundação Cultural Palmares:
Art. 216. Constituem patrimônio cultural brasileiro os bens de natureza material e imaterial, tomados individualmente ou em conjunto, portadores de referência à identidade, à ação, à memória dos diferentes grupos formadores da sociedade brasileira [...]
§ 5º Ficam tombados todos os documentos e os sítios detentores de reminiscências históricas dos antigos quilombos.
Portanto, a comunidade quilombola de Capão das Gamelas é um patrimônio cultural brasileiro, tendo em vista que recebeu a certificação de ser uma "reminiscência histórica de antigo quilombo" da Fundação Cultural Palmares no ano de 2015.

## Situação territorial
O título da terra (regularização fundiária) proporciona que a comunidade enfrente menos dificuldades para desenvolver a agricultura (como conflitos pela posse da terra com os fazendeiros da região em que se localiza), que solicite o licenciamento ambiental de seu território e solicite políticas sociais e urbanas para melhorias de suas condições de vida, como infraestrutura urbana de redes de energia, água e esgoto.
"Somos históricos e precisamos preservar as raízes e cultura do povo africano. O título significa para mim tudo. É uma garantia que somos reconhecidos, oficialmente, donos da terra, nossa raiz e valores devem ser preservados neste lugar". (Edilson Jorge da Silva, membro da comunidade quilombola de Capão das Gamelas)
Povos Tradicionais ou Comunidades Tradicionais são grupos que possuem uma cultura diferenciada da cultura predominante local, que mantêm um modo de vida intimamente ligado ao meio ambiente natural em que vivem. Através de formas próprias: de organização social, do uso do território e dos recursos naturais (com relação de subsistência), sua reprodução sócio-cultural-religiosa utiliza conhecimentos transmitidos oralmente e na prática cotidiana.